# Honorata Skoczylas-Stawska
Honorata Skoczylas-Stawska (ur. 29 października 1934 w Dąbrowie k. Wielunia, zm. 20 lipca 2018) – polska dialektolog, wykładowca Uniwersytetu im. Adama Mickiewicza w Poznaniu.

## Życiorys
Ukończyła Państwowe Liceum Pedagogiczne w Wieluniu oraz filologię polską na Uniwersytecie im. Adama Mickiewicza w Poznaniu. Po zakończeniu studiów przez cztery lata uczyła języka polskiego w VII Liceum Ogólnokształcącym im. Dąbrówki w Poznaniu. Następnie powróciła na uczelnię, gdzie objęła stanowisko asystentki w Pracowni Archiwizacji Gwar, przekształconej następnie w Zakład Dialektologii Polskiej. W 1970 roku obroniła pracę doktorską pt. Fonetyka w gwarach dawnej ziemi wieluńskiej. W swej pracy naukowej dużą uwagę poświęciła badaniom terenowym, odwiedzając wiele wsi ziemi wieluńskiej. Część swego naukowego dorobku poświęciła również postaci Hieronima Spiczyńskiego z Wielunia - renesansowego pisarza i tłumacza z łaciny.
Aktywnie uczestniczyła w pracach Wieluńskiego Towarzystwa Naukowego, publikowała również w „Roczniku Wieluńskim” oraz tygodniku „Nad Wartą”. W uznaniu zasług w 2006 roku przyznano jej tytuł Honorowego Obywatela Wielunia.

## Publikacje
- Fonetyka gwary Dąbrowy w powiecie wieluńskim (1967)
- Fonetyka w gwarach dawnej ziemi wieluńskiej (1977)
- Atlas języka i kultury ludowej Wielkopolski (1990, praca zespołowa)